# День Канади
День Кана́ди (англ. Canada Day, фр. Fête du Canada), раніше: День Домініо́ну (англ. Dominion Day, фр. Le Jour de la Confédération) — державне свято Канади, яким відзначається підписання «Акту Британської Північної Америки» (англ. British North America Acts) нині: Конституційний акт 1867 року (англ. Constitution Act, 1867)), та створення Канади 1 липня 1867 з двох британських колоній і однієї провінції Британської імперії, що мала статус британського домініону.
Іноді його називають «Днем народження Канади», що символізує формальне об'єднання 1 липня 1867 року британських колоній Нова Шотландія, Нью-Брансвік, і провінції Канада (яку Конституційним актом 1867 було розділено на дві провінції: Онтаріо та Квебек) у єдину федеративну країну із назвою Канада. В результаті підписання цього Акту у складі Канади було сформовано чотири провінції: Нова Шотландія, Нью-Брансвік, Онтаріо і Квебек. Хоч 1 липня 1867 Канада й отримала статус домініону, проте Британський парламент зберіг для себе можливість обмеженого контролю політики Канади аж до 1982 року.

## Історія
20 липня 1868 Генерал-губернатор Канади Чарльз Монк (англ. Charles Monck, 4th Viscount Monck) видав Королівську декларацію, про святкування річниці створення Канади, хоча державне свято День Домініону не святкували до 1879, оскільки більшість громадян тодішньої Канади вважали себе британцями, а не канадцями. Перше офіційне святкування Дня Домініону відбулося лише в 1917 році, у п'ятдесяту річницю створення Канади.
У 1946 році Філіас Коте (англ. Philéas Côté), член Палати Громад з Квебеку вніс законопроєкт про перейменування «Дня Домініону» на «День Канади». Палата Громад прийняла закон, проте Сенат Канади запропонував змінити назву на «Національне свято Канади» (англ. National Holiday of Canada) і повернув закон у Палату Громад, але цю пропозицію Сенату було відхилено. Перше щорічне святкування Дня Канади відбулося на Парламентському пагорбі в Оттаві у 1958 році.
27 жовтня 1982 р. «День Домініону» перейменовано на «День Канади».

## Галерея

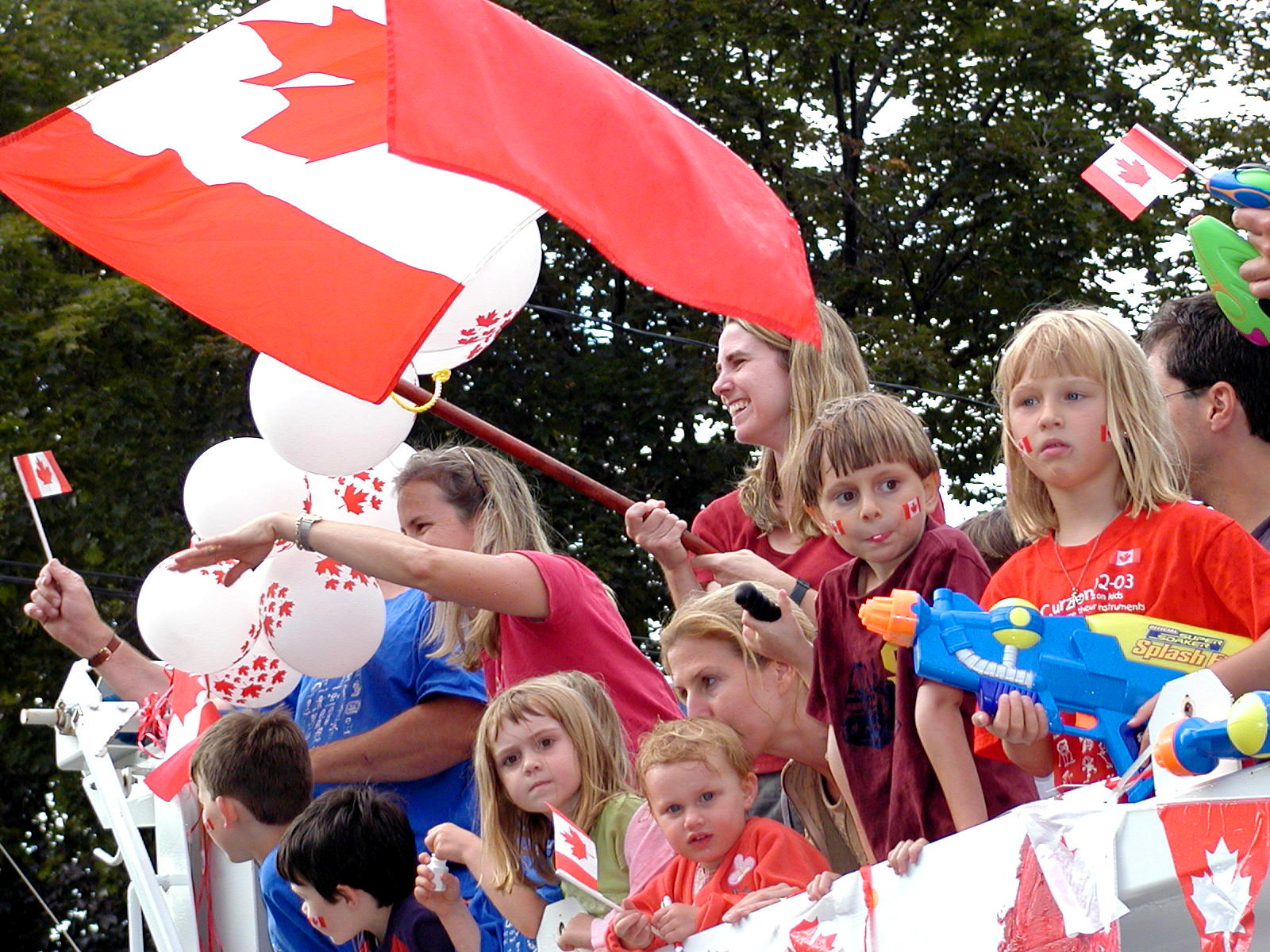
Глядачі параду до Дня Канади в Монреалі.
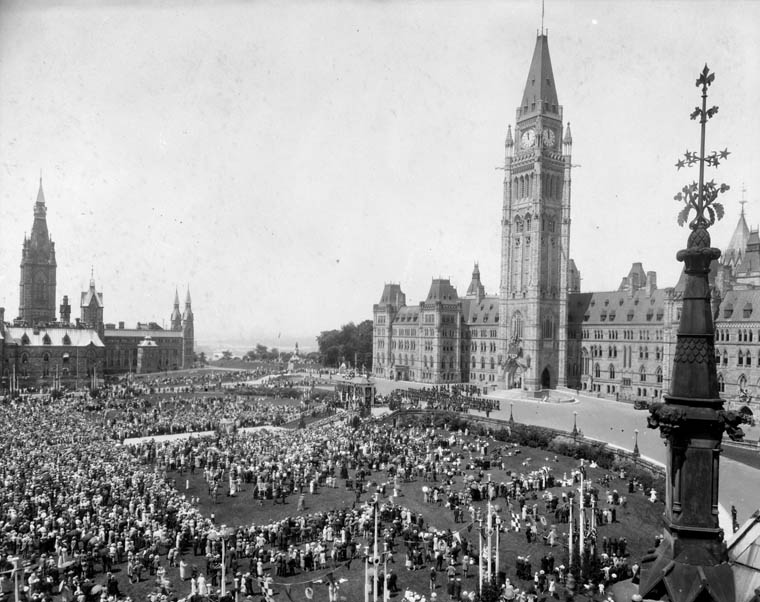
Натовп на Парламентському пагорбі святкує День Домініону з нагоди 60-ї річниці створення Канади (1927).
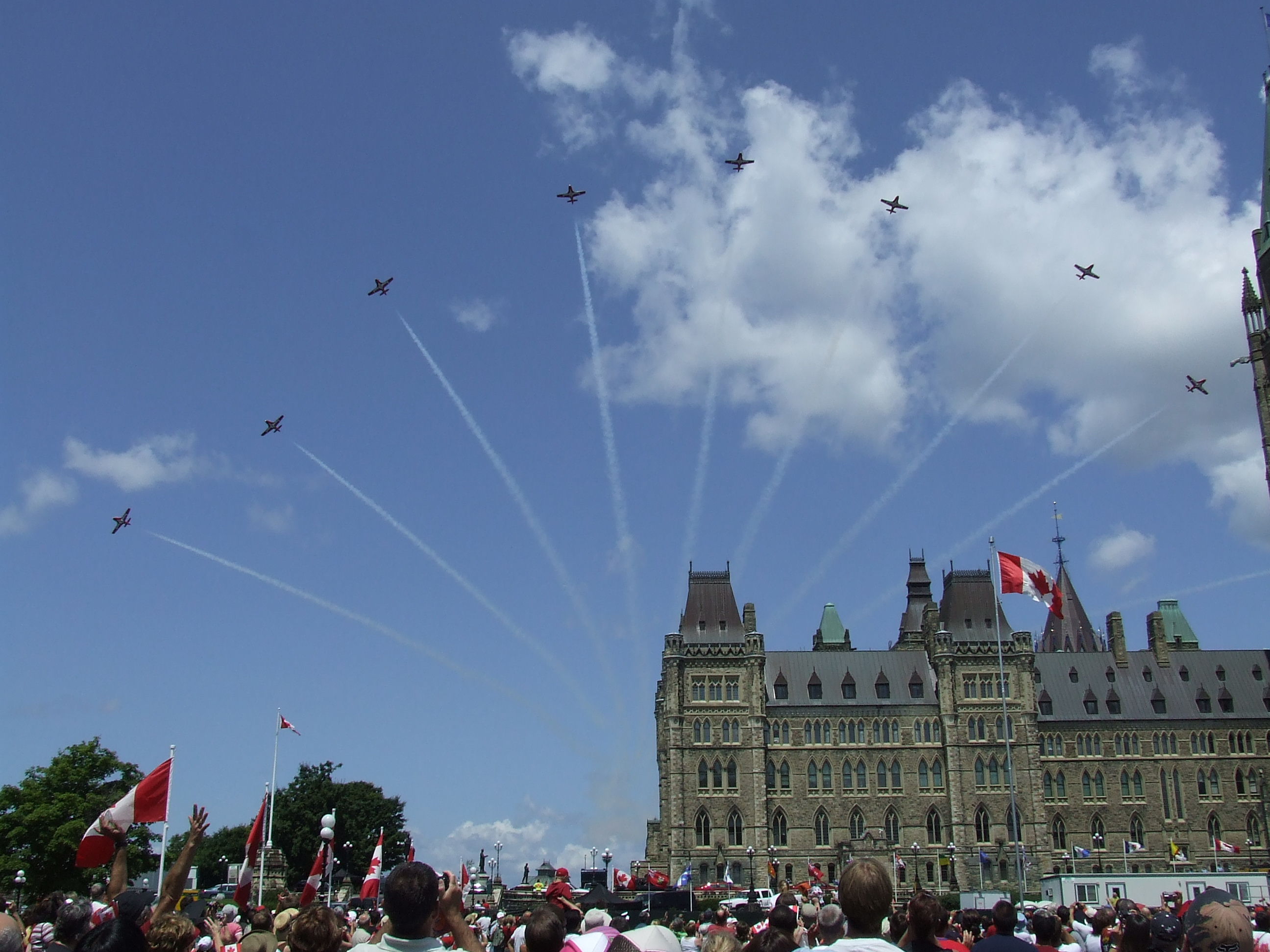
Військові літаки «Сноу-бірдс» над Парламентським пагорбом (2008).
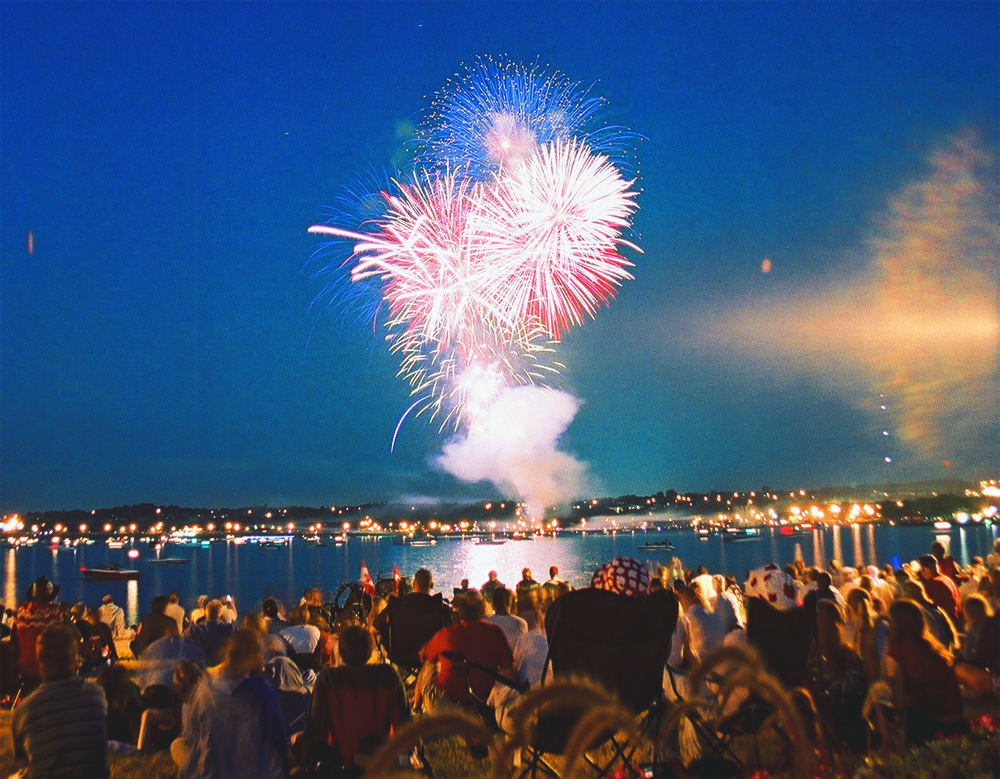
Феєрверки у День Канади в місті Беррі, Онтаріо.